# Исламшехр
Исламше́хр (перс. اسلام‌شهر‎) — город в Иране, в провинции Тегеран, жилой пригород столицы Ирана, административный центр шахрестана Исламшехр. Население — 357,171 человек (2006). Расположен в 12 километрах на юго-запад от Тегерана на трассе Тегеран — Саве.